# حقبة فارغاس
حقبة فارغاس (بالبرتغالية: Era Vargas) هي الفترة من تاريخ البرازيل بين عامي 1930 و1945، عندما كانت البلاد تحت حكم الدكتاتور جيتوليو فارغاس. تُعرف الفترة بين عامي 1930 و1937 باسم الجمهورية البرازيلية الثانية، أما الجزء الثاني من حقبة فارغاس منذ عام 1930 حتى عام 1946 فيعرف باسم الجمهورية البرازيلية الثالثة أو الدولة الجديدة.

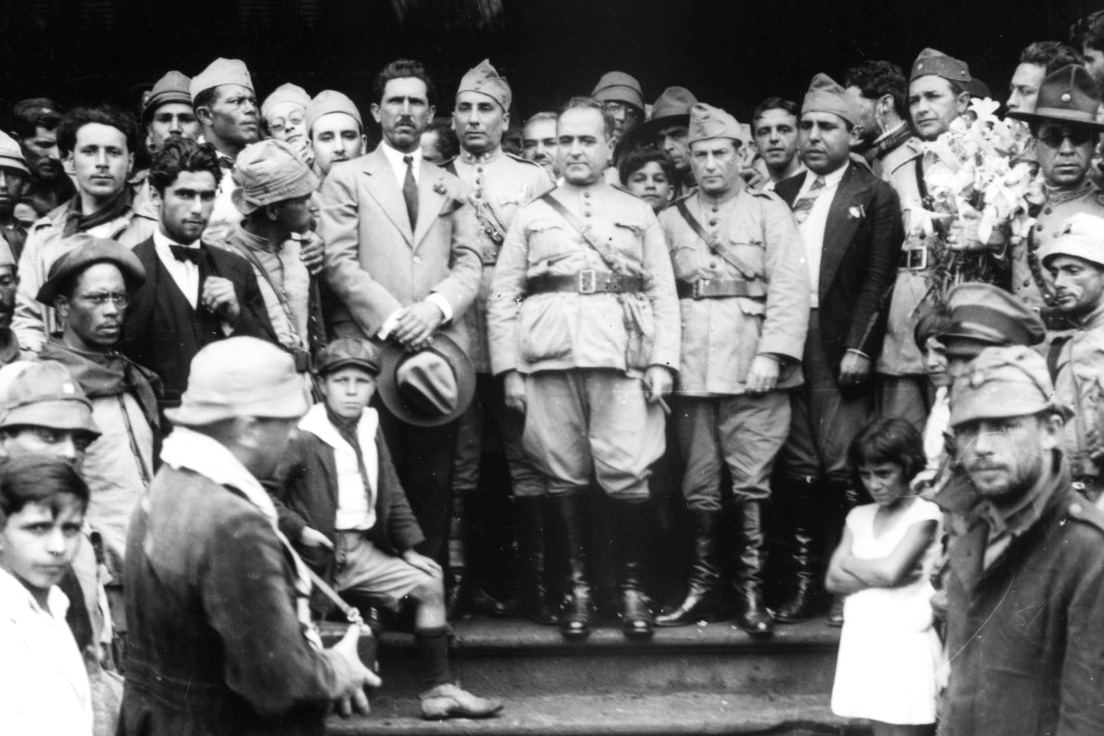

مثلت الثورة البرازيلية عام 1930 نهاية الجمهورية البرازيلية الأولى. إذ أطاحت بالرئيس واشنطن لويس بيريرا دي سوزا، ومنعت تولي الرئيس المنتخب جوليو بريستيس للرئاسة بذريعة تزوير أنصاره نتائج الانتخابات؛ أُلغي دستور عام 1891 وانحل المجلس الوطني وسلم المجلس العسكري السلطة لفارغاس. ازداد تدخل السلطة الاتحادية في شؤون الحكومات المحلية، وشهد الوسط السياسي تغيرات واضحة من خلال قمع الأقليات السياسية الحاكمة في ولايتي ساو باولو وميناس جرايس.
تتكون حقبة فارغاس من ثلاث مراحل متعاقبة:
- مرحلة الحكومة المؤقتة (1930 – 1934)، وهي فترة حكم فارغاس بمرسوم كرئيس للحكومة المؤقتة التي وضعتها الثورة، وذلك بانتظار تبني دستور جديد للبلاد.
- مرحلة دستور عام 1934، حين وُضعت مسودة لدستور جديد ووافق عليها المجلس الوطني لعامي 1933 – 1934، وبذلك حكم فارغاس -المنتخب من قبل المجلس الوطني تحت البنود الانتقالية للدستور- وأصبح رئيس البلاد إلى جانب سلطة تشريعية منتخبة ديمقراطيًا.
- مرحلة الدولة الجديدة (1937 – 1945)، التي تأسست عندما فرض فارغاس دستورًا جديدًا شبه دكتاتوري من خلال انقلاب عسكري ألغى من خلاله السلطة التشريعية وحكم البرازيل كديكتاتور.

مثلت الإطاحة بجيتوليو فارغاس ونظام الدولة الجديدة عام 1945، ثم إعادة الديمقراطية إلى البرازيل بتبني دستور جديد عام 1946 نهاية حقبة فارغاس وبداية حقبة عرفت باسم الجمهورية البرازيلية الرابعة.

## سقوط الجمهورية البرازيلية الأولى
لم تنجز حركة تمرد تينينتي الأهداف المرجوة للإصلاح الاجتماعي البرجوازي في البرازيل، لكن أقلية باوليستا المتحكمة في زراعة وتجارة القهوة لم تفلح في النجاة من الانهيار الاقتصادي عام 1929.
كان سبب ضعف البرازيل في مواجهة الكساد الكبير متجذرًا في اعتماد الاقتصادي المحلي بشكل كبير على الأسواق والقروض الأجنبية. على الرغم من التطور الصناعي المحدود في ساو باولو، كانت صادرات القهوة والمنتجات الزراعية الأخرى هي الركيزة الأساسية للاقتصاد.
بعد أيام من انهيار سوق الأسهم الأمريكية في التاسع والعشرين من أكتوبر عام 1929 (المعروف باسم الثلاثاء الأسود)، انخفضت أسعار القهوة بنسبة 30% إلى 60% واستمرت بالهبوط. بين عامي 1929 و19313، انخفض سعر القهوة من 22.5 سنت إلى 8 سنتات لكل باوند. مع تقلص سوق القهوة حول العالم، عانى مصدرو القهوة من هبوط كبير في العائدات من القطع الأجنبي.
لعل الكساد الاقتصادي العالمي قد ألحق بالبرازيل ضررًا أشد من الذي ألحقه بالولايات المتحدة. تزامن انهيار برنامج دعم الأسعار البرازيلي -وهو نظام أمان في حال الأزمات المالية- مع انهيار الحكومة المركزية التي مثلت الأقلية الحاكمة في الريف قاعدتها الشعبية. أصبح مزارعو القهوة معتمدين بشكل كبير على الدعم الحكومي. على سبيل المثال، إثر الكساد الاقتصادي التالي للحرب العالمية الأولى، كانت الحكومة تملك ما يكفي من المال لإنقاذ قطاع القهوة. أما بين عامي 1929 و1930، انخفض الطلب العالمي على منتجات البرازيل الأساسية بشكل سريع لم يسمح للحكومة بالحفاظ على عائداتها. بحلول نهاية عام 1930، استُهلك كامل احتياطي البرازيل من الذهب، دافعًا بسعر الصرف للهبوط إلى أدنى مستوياته. انهار نظام تخزين القهوة بالكامل.
واجهت حكومة الرئيس واشنطن لويس أزمة مدفوعات متفاقمة، ووقع مزارعو القهوة في ورطة أمام محاصيلهم غير القابلة للبيع في الخارج. بما أن السلطة كانت معتمدة في الأساس على نظام الدعم، وضعت الانشقاقات الواسعة في التوازن الدقيق للمصالح المحلية نظام واشنطن لويس في موقف ضعيف. أدت السياسات الحكومية المصممة لتفضيل الاستثمارات الأجنبية إلى تفاقم المشكلة أكثر فأكثر، تاركة النظام معزولًا عن غالبية مكونات المجتمع.
بعد موجة الهلع التي انتابت سوق البورصة في وول ستريت، حاولت الحكومة إرضاء الدائنين الأجانب من خلال إبقاء قابلية التحويل تابعة للمبادئ المالية العائدة إلى أصحاب البنوك وخبراء الاقتصاد الأجانب الذين رسموا علاقات البرازيل مع الاقتصاد العالمي، على الرغم من عدم وجود أي دعم من أي قطاع هام في المجتمع البرازيلي.
على الرغم من مغادرة رأس المال، تمسك واشنطن لويس بسياسة مالية نقدية، ضامنًا تحويل العملة البرازيلية إلى الذهب أو الجنيه الإسترليني. بعد استهلاك احتياطي البلاد من الذهب والجنيه الإسترليني وسط انهيار نظام الدعم المالي، أُجبرت الحكومة أخيرًا على تعليق تحويل العملة المحلية. في هذا الوقت كانت القروض الأجنبية قد تبخرت.

## صعود جيتوليو فارغاس إلى السلطة
كان فارغاس -وهو الحاكم الشعبوي لولاية ريو غراندي دو سول- مربيًا للماشية يحمل شهادة الدكتوراه في القانون والمرشح الرئاسي للتحالف الليبرالي في انتخابات عام 1930. كان فارغاس عضوًا في أقلية غاوتشو الزراعية الحاكمة ارتقى سلم المحسوبية التقليدي، لكنه امتلك وجهة نظر جديدة حول تغيير السياسة البرازيلية لدعم النمو الوطني. أتى من منطقة ذات تقاليد إيجابية وشعبوية، وكان وطنيًا اقتصاديًا فضل التطوير الصناعي على الإصلاحات الليبرالية. بنى فارغاس شبكات من العلاقات السياسية، وانسجم مع اهتمامات الطبقات المدنية النامية من المجتمع. خلال أعوامه الأولى في عالم السياسة، اعتمد فارغاس حتى على دعم التينينتي من خلال تمرد عام 1922.
فهم فارغاس أنه ومع انهيار العلاقات المباشرة بين العمال والمالكين في مصانع البرازيل النامية، يمكن للعمال أن يصبحوا أساس شكل جديد من السلطة السياسية، وهي السلطة الشعبية. باستخدام وجهات النظر هذه، ثبت بشكل تدريجي سلطته على المناخ السياسي البرازيلي، لدرجة أنه تمكن من البقاء في الحكم لمدة 15 سنة بعد وصوله إلى السلطة. خلال ذلك الوقت، ومع ارتخاء قبضة النخبة الزراعية، حصل زعماء الحركة الصناعية في المدن على نفوذ أوسع، وبدأت الطبقة الوسطى من المجتمع بإظهار قوتها.
إلى جانب الكساد الاقتصادي العالمي وبروز الطبقة البرجوازية البرازيلية، كانت الحركة التاريخية البرازيلية المتمثلة بالسياسة بين المناطق المختلفة عاملًا هامًا دعم التحالف الذي شكله فارغاس خلال ثورة عام 1930 بين القطاعات الجديدة في المدن وملاك الأراضي المعادين للحكومة في الولايات خارج ساو باولو.
بالإضافة إلى المجموعات البرجوازية المدنية، شهد مزارعو السكر في الشمال الشرقي تاريخًا طويلًا من العداء مع أقلية باوليستا الزراعية الحاكمة في الجنوب. اعترض ملاك الأراضي في الشمال الشرقي على إيقاف واشنطن لويس لمشاريع الإنقاذ ضد الجفاف عام 1930 التي أقرها سليفه. بدأ تراجع الفئات الزراعية الحاكمة في الشمال الشرقي بشكل متسارع بعد موجة الجفاف التي حدثت عام 1877. بدأ النمو المتسارع لولاية ساو باولو المنتجة للقهوة خلال الفترة الزمنية ذاتها. بعد إلغاء العبودية في ثمانينيات القرن التاسع عشر، شهدت البرازيل هجرة واسعة للعبيد المحررين وغيرهم من المزارعين من الشمال الشرقي إلى الجنوب الشرقي، مزودين الجنوب بمصدر ثابت من اليد العاملة الرخيصة التي عملت في مزارع القهوة.
خلال فترة حكم الجمهورية القديمة، ارتكزت سياسة «القهوة مع الحليب» على سيطرة ولايتي ساو باولو وميناس جرياس في الجنوب الشرقي على السياسة الجمهورية بشكل عام، إذ مثلت هاتان الولايتان أكبر مركزين بشريين واقتصاديين في البلاد.
نظرًا للشكاوى من النظام الحاكم في شمال شرق الدولة وفي ولاية ريو غراندي دو سول، اختار جيتوليو فارجاس جواو بيسوا من ولاية بارايبا الشمالية الشرقية كمرشح لمنصب نائب الرئيس لعام 1930. مع إدراك استمرار هيمنة ملاك الأراضي في المناطق الريفية في ظل حكومة التحالف الليبرالي، اندمج حكم الأقلية في الشمال الشرقي مع تحالف فارجاس في حالة من التبعية عبر حزب سياسي جديد، الحزب الاجتماعي الديمقراطي (بّي أس دي).
بصفة فارجاس مرشحًا لعام 1930، استخدم الخطابة الشعبوية للترويج لمخاوف الطبقة المتوسطة، ما تعارض مع سيادة (وليس شرعية) حكم الأقلية من الباوليستا مزارعي البن وطبقة النخبة، اللتان قلما اهتمتا بحماية الصناعة وتعزيزها.
لكن خلف وجه فارجاس الشعبوي تكمن الطبيعة المعقدة لتحالفه الذي سيتغير باستمرار من الآن فصاعدًا. تبعًا لذلك فتحت المجموعات الإقليمية المهيمنة محليًا -مجموعة غاوتشو ريو غراندي دو سول وبارونات السكر في شمال شرق الدولة- الطريق بنفسها أمام الجماعات الحضرية الجديدة لتصبح في طليعة اهتمامات الحياة السياسية البرازيلية في الثورة من القمة، في حين مال ميزان الحكومة المركزية لصالح التحالف الليبرالي.